# Estádio Eduardo Guinle
O Estádio Eduardo Guinle é um estádio de futebol do Brasil, localizado no bairro do Parque São Clemente, em Nova Friburgo, Estado do Rio de Janeiro. Pertence ao Friburguense Atlético Clube, e atualmente tem capacidade para 5.500 pessoas.

Em 1951 César Guinle, integrante da tradicional família Guinle e prefeito da cidade de Nova Friburgo, doou uma área de 22.400 metros quadrados que lhe pertencia para que o Fluminense Atlético Clube (Nova Friburgo) construísse seu estádio. Batizado de Eduardo Guinle, pai de César. O estádio foi inaugurado em 16/05/1954 num amistoso contra o Fluminense Football Club. O jogo foi vencido pelos cariocas (3 a 1).
Desde então a praça desportiva foi palco de momentos memoráveis do futebol friburguense e Brasileiro. Nos anos de 1954 e 1962 Nova Friburgo sediou a pré-temporada da Seleção Brasileira. Passagem que ficou marcada na história do estádio e na cabeça dos moradores da cidade. Os grandes jogos realizados atraíram um gigantesco público para as modestas arquibancadas do estádio.
O recorde de público no estádio em jogo oficial ocorreu na partida Friburguense 1 a 3 Botafogo em 22/07/1984, pelo Campeonato Carioca. Pagaram pelos ingressos 12.689 espectadores.
Em 14 de março de 1971, dia em que o Fluminense Atlético Clube (Nova Friburgo) completou 50 anos de fundação, foi lançada a pedra fundamental que marcava o início da construção das atuais arquibancadas do estádio, que até então eram de madeira e ladeavam todo o campo. A conclusão das obras de construção das arquibancadas de alvenaria se findou no início da década seguinte, vindo a se torna um dos maiores estádios particulares do interior do estado na época.
O estádio passou por uma reforma em 2008 e passou a contar com a pintura das arquibancadas nas cores do Friburguense Atlético Clube, também com um placar eletrônico, doado pela Suderj, que recebeu como forma de homenagem o nome de um dos ex-presidentes do clube, Doutor Nilson Homem de Castro, além de cabines para transmissão pela televisão e vestiário para os árbitros e assistentes.
Já foi palco de jogos do Campeonato Brasileiro (1990: Fluminense 0 a 1 Palmeiras) e da Copa do Brasil (2005: Friburguense 4 a 1 Caldense, Friburguense 1 a 1 Internacional-RS e 2017: Friburguense 0 a 1 Oeste-SP).
Em julho de 2014 o estádio foi palco do programa da Rede Globo (Caldeirão do Huck), onde foi gravado um episódio do quadro "Lata velha".

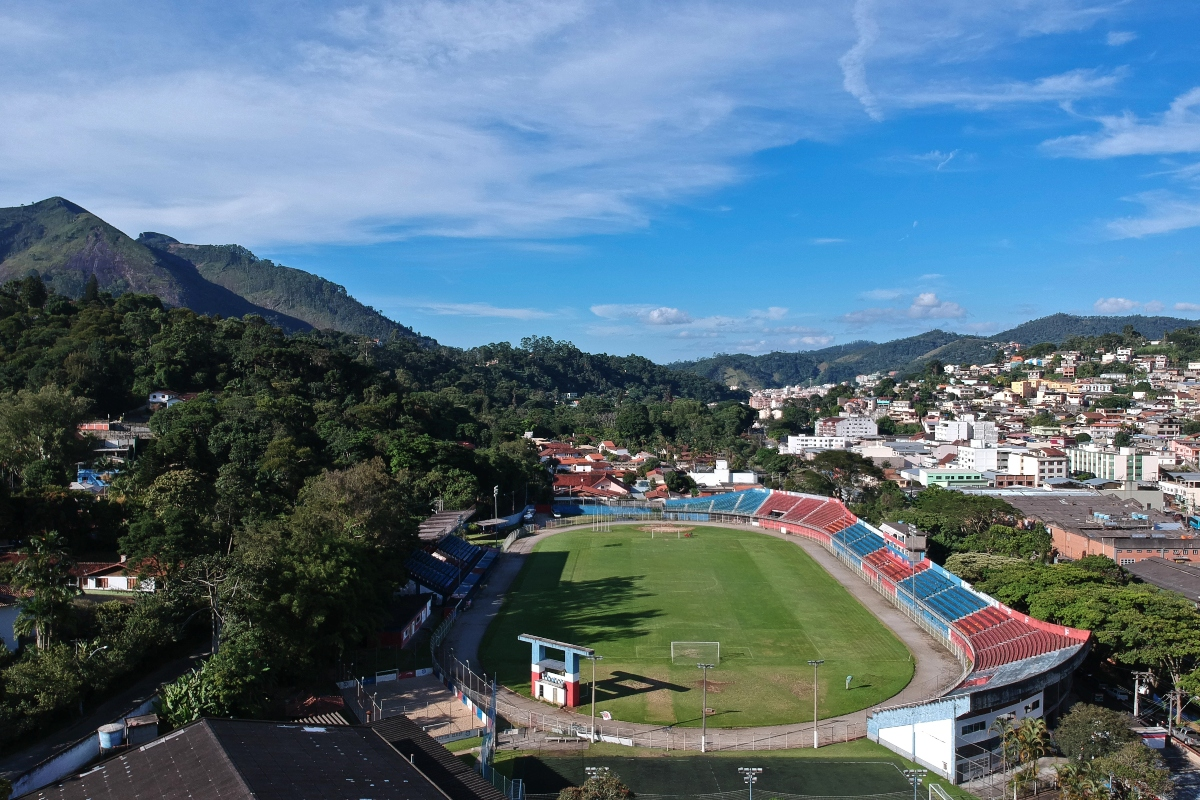
Vista aérea do estádio Eduardo Guinle
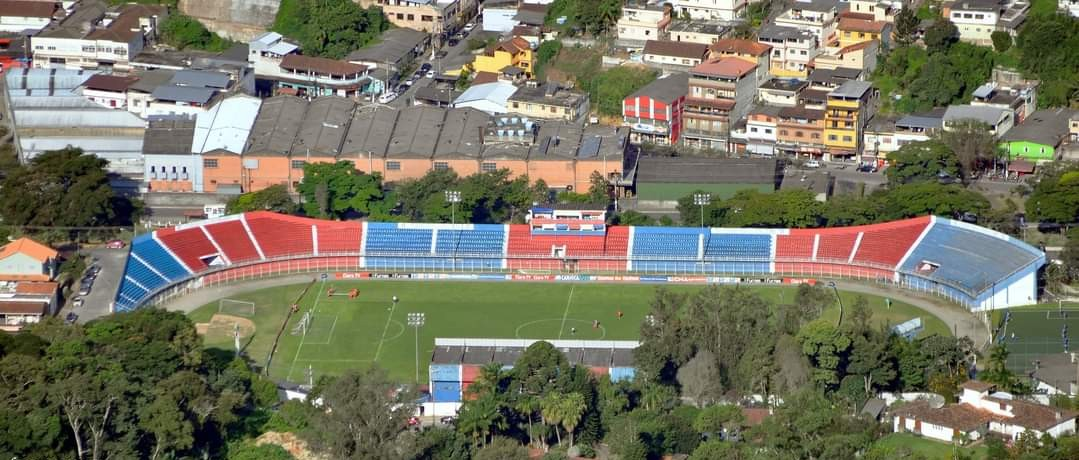
Vista aérea do estádio Eduardo Guinle
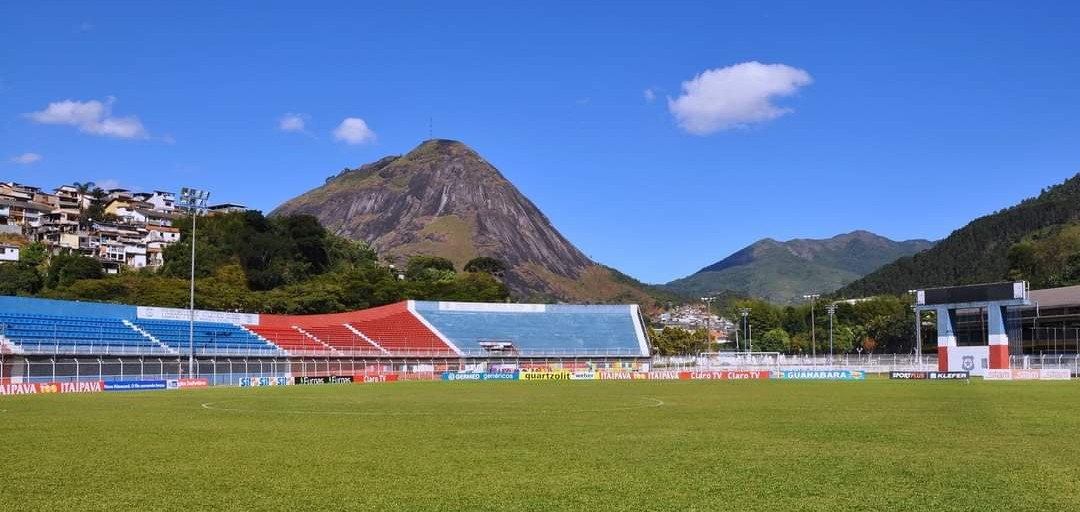
Vista do gramado do estádio Eduardo Guinle